# Alfred Rubli
Alfred Rubli (1889) è stato un calciatore svizzero, di ruolo centrocampista.